# Caladenia filifera
Caladenia filifera är en orkidéart som beskrevs av John Lindley. Caladenia filifera ingår i släktet Caladenia och familjen orkidéer. Inga underarter finns listade i Catalogue of Life.